# Luhove, Velîka Bahacika
Luhove (în ucraineană Лугове) este un sat în comuna Biloțerkivka din raionul Velîka Bahacika, regiunea Poltava, Ucraina.

## Demografie
Componența lingvistică a localității Luhove
     Ucraineană (98,47%)
     Rusă (1,53%)
Conform recensământului din 2001, majoritatea populației localității Luhove era vorbitoare de ucraineană (98,47%), existând în minoritate și vorbitori de rusă (1,53%).